# Branchinella mira
Branchinella mira är en kräftdjursart som först beskrevs av Gurney 1931.  Branchinella mira ingår i släktet Branchinella och familjen Thamnocephalidae. Inga underarter finns listade.